# Чемберлейн (Вірджинія)
Чемберлейн (англ. Chamberlayne) — переписна місцевість (CDP) в США, в окрузі Генрайко штату Вірджинія. Населення — 5581 особа (2020).

## Географія
Чемберлейн розташований за координатами 37°37′39″ пн. ш. 77°25′41″ зх. д. / 37.62750° пн. ш. 77.42806° зх. д. (37.627375, -77.428188).  За даними Бюро перепису населення США в 2010 році переписна місцевість мала площу 9,52 км², з яких 8,67 км² — суходіл та 0,86 км² — водойми.

## Демографія
Згідно з переписом 2010 року, у переписній місцевості мешкало 5456 осіб у 2241 домогосподарстві у складі 1566 родин. Густота населення становила 573 особи/км².  Було 2345 помешкань (246/км²).
Расовий склад населення:
| - 58,7 % — чорних або афроамериканців - 34,8 % — білих - 2,9 % — азіатів - 0,1 % — корінних американців |

До двох чи більше рас належало 2,5 %. Частка іспаномовних становила 2,9 % від усіх жителів.
За віковим діапазоном населення розподілялося таким чином: 18,3 % — особи молодші 18 років, 60,8 % — особи у віці 18—64 років, 20,9 % — особи у віці 65 років та старші. Медіана віку мешканця становила 47,7 року. На 100 осіб жіночої статі у переписній місцевості припадало 88,5 чоловіків;  на 100 жінок у віці від 18 років та старших — 83,3 чоловіків також старших 18 років.
Середній дохід на одне домашнє господарство  становив 88 603 долари США (медіана — 77 154), а середній дохід на одну сім'ю — 99 774 долари (медіана — 91 136). Медіана доходів становила 46 400 доларів для чоловіків та 45 257 доларів для жінок. За межею бідності перебувало 8,7 % осіб, у тому числі 11,4 % дітей у віці до 18 років та 8,6 % осіб у віці 65 років та старших.
Цивільне працевлаштоване населення становило 2901 осіб. Основні галузі зайнятості: освіта, охорона здоров'я та соціальна допомога — 24,1 %, фінанси, страхування та нерухомість — 11,7 %, роздрібна торгівля — 11,6 %.